# Sífilis congênita
Sífilis congênita (português brasileiro) ou sífilis congénita (português europeu) é a sífilis transmitida por via transplacentária. Se a mãe não for sifilítica o feto também não o será.
O causador da sífilis é um pequeno microrganismo espiralado, o Treponema pallidum, que cruza rapidamente a membrana placentária, a transmissão pode ocorrer a qualquer momento durante a gestação. O Treponema pallidum é conhecido por sua capacidade de invasão e evasão imunológica e suas manifestações clínicas resultam de respostas inflamatórias locais.
A gravidez exerce efeito supurativo nas manifestações de sintomas e lesões normalmente visíveis na sífilis, portanto algumas vezes a doença passa despercebida pela mãe podendo ser diagnosticada apenas com exames sorológicos, correlacionando os resultados dos testes de infecção do líquido amniótico com a evidência da ultrassonografia, podendo esta ser identificada, pois durante o acometimento ocorre: espessamento cutâneo, aumento da placenta, efusões nas cavidades serosas, entre outros sinais.
As infecções maternas primárias(adquiridas durante a gravidez), quase sempre causam infecções fetais e anomalias congênitas graves, entretanto, o tratamento adequado da mãe pode matar o organismo impedindo que este atravesse a membrana placentária e infecte o feto. As infecções maternas secundárias(adquiridas antes da gravidez) raramente resultam em doenças e anomalias fetais.
A forma mais comum de contaminação é através da passagem do microrganismo para placenta, mas excepcionalmente, o contágio pode dar-se pelo contato direto das lesões infectadas durante o parto vaginal. A sífilis congênita é tratável e, consequentemente, pode ser evitada.
Após o quinto mês, a doença transmite-se mais facilmente ao feto, podendo culminar em óbito intra uterino, abortamento, parto prematuro, crescimento retardado e decesso neonatal.  A possibilidade de transmissão é maior na primeira gestação, diminuindo nas sucessivas.
Nem todo filho de mãe sifilítica terá sífilis congênita, cerca de 20% não obtém contaminação.
A sífilis só é transmitida ao feto pela gestante nos dois primeiros anos que ela foi contaminada.
A sífilis congênita pode ser classificada em:
- Recente: quando os sintomas aparecem nos primeiros dois anos de vida, sendo mais manifestos do primeiro ao terceiro mês.
- Tardia: quando os sintomas aparecem a partir do segundo ano, ocasionando deformações de dentes, surdez, alterações oculares, dificuldades de aprendizagem, retardo mental.